# La Joya de los Sachas (canton)
La Joya de los Sachas est un canton d'Équateur situé dans la province d'Orellana.